# Chropiatka cuchnąca

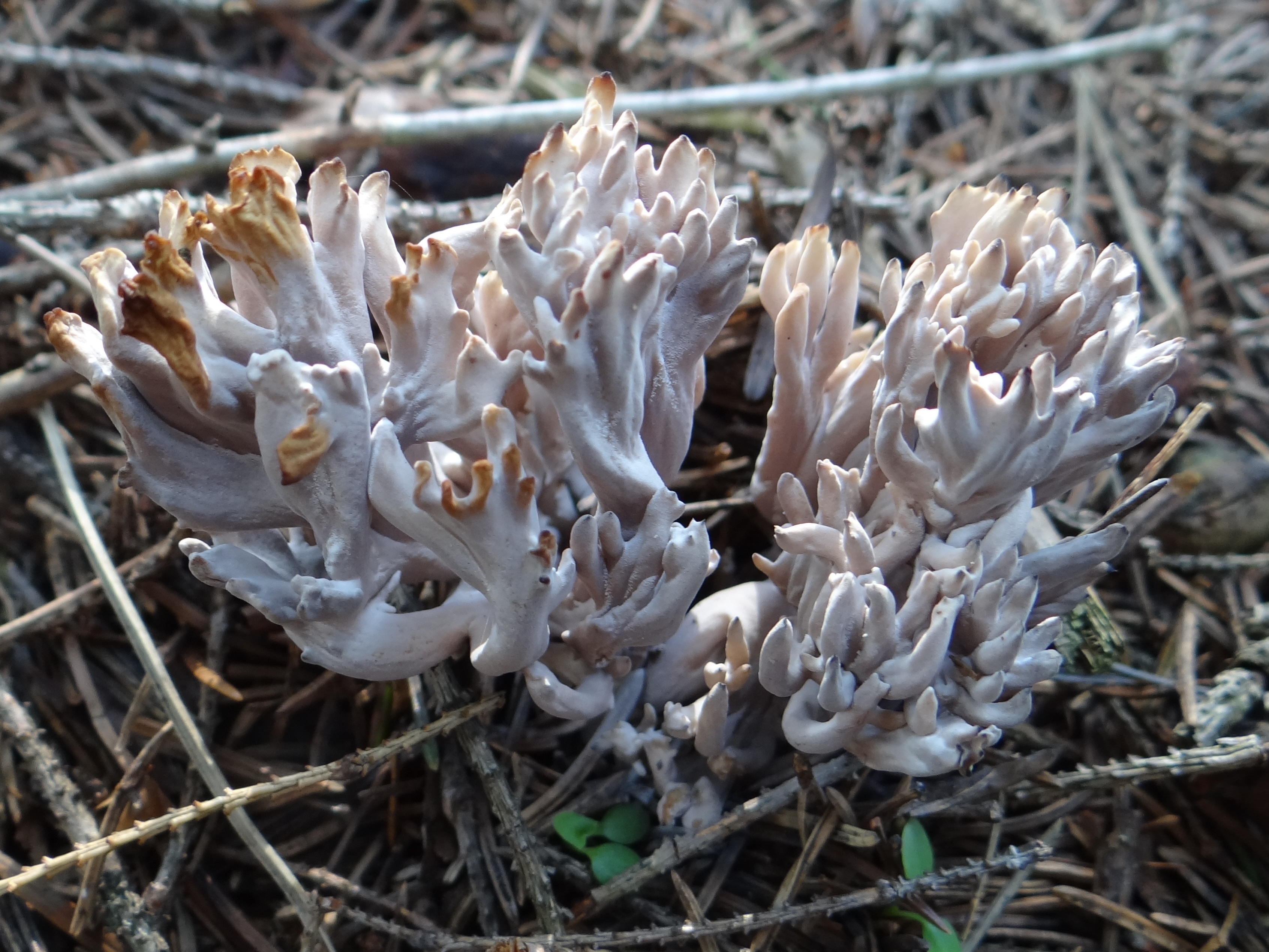

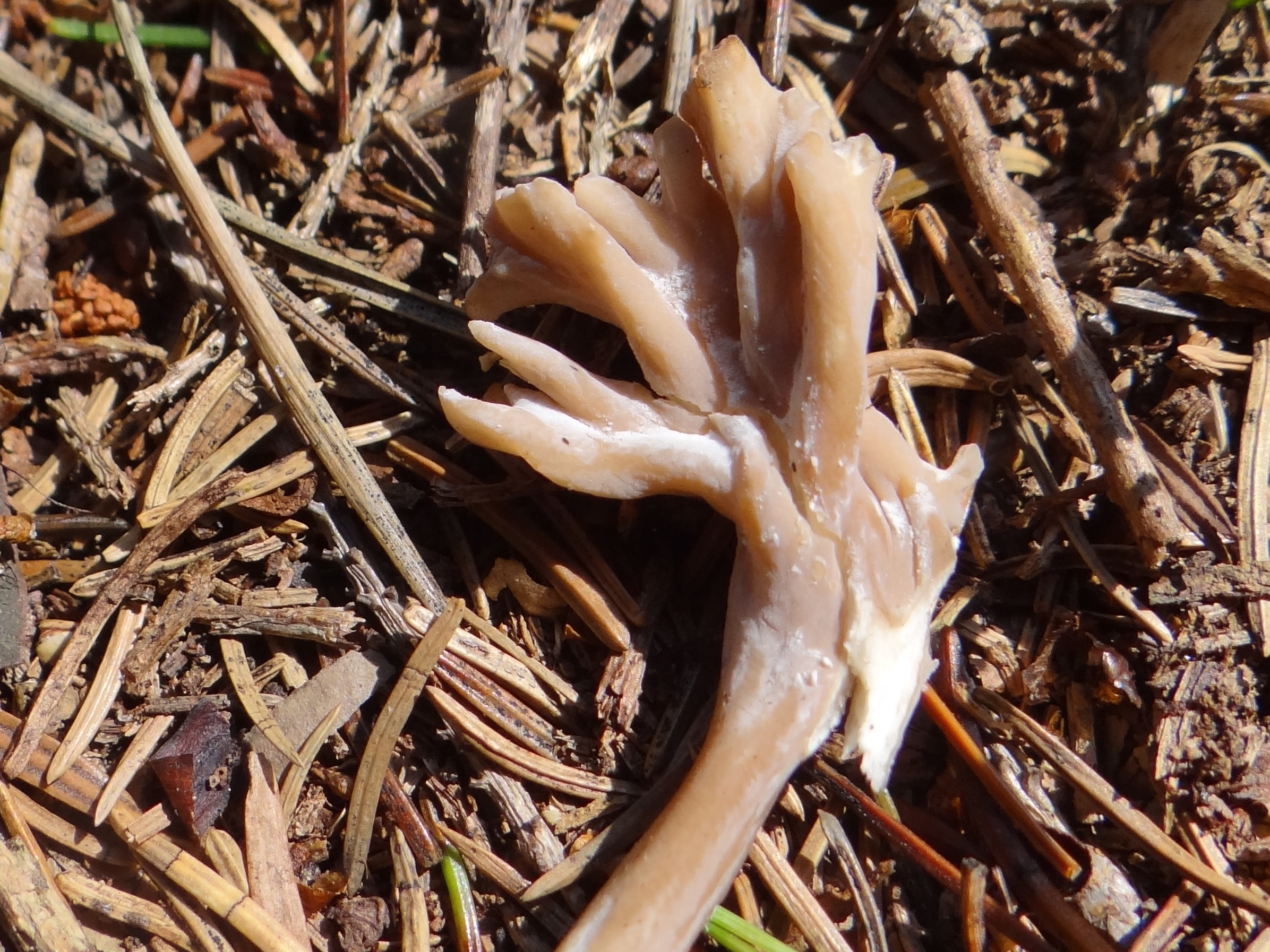
Gałązka

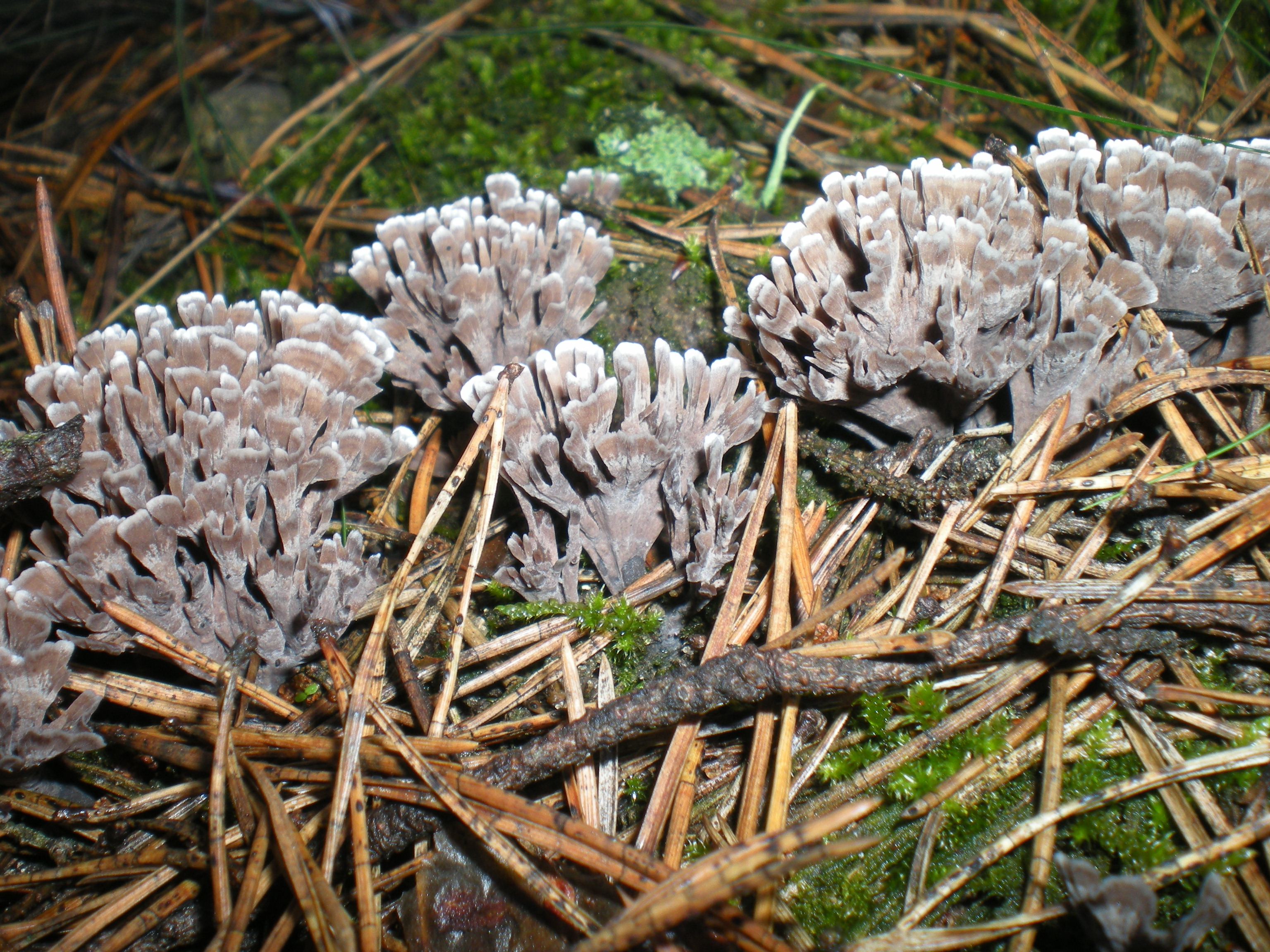
Często rośnie grupkami

Chropiatka cuchnąca (Thelephora palmata (Scop.) Fr.) – gatunek grzybów z rodziny chropiatkowatych.

## Systematyka i nazewnictwo
Pozycja w klasyfikacji według Index Fungorum: Thelephora, Thelephoraceae, Thelephorales, Incertae sedis, Agaricomycetes, Agaricomycotina, Basidiomycota, Fungi.
Po raz pierwszy takson ten zdiagnozował w 1772 r. Joannes Antonius Scopoli nadając mu nazwę Clavaria palmata. Obecną, uznaną przez Index Fungorum nazwę nadał mu w 1821 r. Elias Fries, przenosząc go do rodzaju Thelephora. Synonimy naukowe:

- Clavaria palmata Scop. 1772
- Merisma foetidum Pers. 1797
- Merisma foetidum Pers. var. foetidum
- Merisma palmatum (Scop.) Pers. 1822
- Phylacteria palmata (Scop.) Pat. 1900
- Ramaria palmata (Scop.) Holmsk. 1790

Nazwę polską podali Barbara Gumińska i Władysław Wojewoda w 1968 r. W polskim piśmiennictwie mykologicznym gatunek ten opisywany był też pod nazwami chropiatka palmiasta i pleśniak gałęzisty.

## Morfologia
Owocnik
Krzaczkowato rozgałęziony o wysokości do 10 cm, bez wyraźnego głównego trzonu. Gałązki gęste, o końcach spłaszczonych z ząbkami. Powierzchnia gładka o barwie ciemnobrązowawej, czekoladowobrązowej lub rdzawo-brązowej, często z fioletowym odcieniem. W młodości końce odcinków mają białawe zakończenia.
Miąższ
Czarnobrązowy, bardzo ścisły i łykowaty, o nieprzyjemnym zapachu czosnku lub zgniłej kapusty. Czasami jednak brak zapachu. Po wysuszeniu staje się kruchy.
Cechy mikroskopowe
Zarodniki brązowe, nieregularnie graniaste o rozmiarach 8–12 × 7–9 μm. Powierzchnia z krótkimi kolcami o rozmiarach 0,5–1,5 μm. Podstawki o rozmiarach 70–100 × 9–12 μm i 2–4 sterygmach. Cystyd brak. Strzępki o szerokości 3–9 μm ze sprzążkami, często z wtórnymi przegrodami. W obłoczni strzępki zagęszczone, często na końcach odcinków strzępki są sterylne.

## Występowanie i siedlisko
Chropiatka cuchnąca jest szeroko rozprzestrzeniona. Występuje w Ameryce Północnej i Środkowej, Europie, Azji i Australii. W Polsce jest dość pospolita, ale znajduje się na czerwonych listach gatunków zagrożonych w Niemczech i Holandii.
Rośnie przeważnie grupami w lasach iglastych i mieszanych, wśród mchów i igliwia, zwłaszcza pod sosnami. Pojawia się od lipca do listopada.

## Gatunki podobne
Najbardziej podobna jest chropiatka kwiatowata (Thelephora anthocephala). Ma podobne, krzaczkowate owocniki, ale mniejsze, czasami przypominające koronę kwiatu. Nie wydzielają zapachu. Występuje w lasach liściastych.